# Kollóttadyngja
El Kollóttadyngja (que del islandés podría traducirse como « volcán calvo en escudo») es un volcán islandés situado en el campo de lava de Ódáðahraun. Mide casi 1200 metros en su diámetro y el fondo unos 20.